# Tereny zielone w Białymstoku
Tereny zielone zajmują około 32% powierzchni Białegostoku. Parki i skwery oraz 1846 ha lasów znajdujących się w granicach miasta tworzą specyficzny mikroklimat. W obrębie Białegostoku znajdują się dwa rezerwaty przyrody, o łącznej powierzchni 105 ha, będące pozostałościami Puszczy Knyszyńskiej. W granicach aglomeracji znalazł się również fragment Narwiańskiego Parku Narodowego.

## Białostockie parki i tereny zielone
W Białymstoku istnieje 11 parków. Łączna ich powierzchnia to ok. 82 ha:
- Park Branickich – 9,57 ha
- Planty – 14,94 ha
- Park Stary im. księcia Józefa Poniatowskiego – 4,76 ha
- Park Konstytucji 3 Maja – 16,2 ha
- Park Lubomirskich – 12,25 ha
- Park Centralny – 3,27 ha
- Park im. J. Dziekońskiej – 4,52 ha
- Park Antoniuk – 16 ha
- Park na osiedlu Wygoda[2]
- Park Janiny Kurkowskiej-Spychajowej[3][4]
- Park im. Andrzeja Piotra Karolskiego (Stawy Marczukowskie)[5][6]

Powstały również cztery parki kieszonkowe:
- przy ul. Parkowej - 0,0329 ha[7]
- przy ul. gen. Władysława Andersa - 0,4 ha[8]
- Botaniczny Park Kieszonkowy przy ul. Transportowej - ok. 0,5 ha[9]
- Lawendowy Park Kieszonkowy przy ul. Hugo Kołłątaja - 0,149 ha[10]

### Park Branickich
Zespół pałacowo-parkowy Branickich w Białymstoku, zwany także Wersalem Podlasia, Polskim Wersalem czy Wersalem Północy, znajduje się w obrębie ulic Legionowej i Akademickiej. Stanowią go liczne zabudowania i ogrody. Park ze względu na nierówną rzeźbę terenu usytuowany jest na dwóch parterach (poziomach): górnym i dolnym. Osią kompozycji jest aleja główna, wzdłuż której urządzono osiem bukszpanowych, strzyżonych parterów dywanowych, wysypywanych białym i czerwonym piaskiem. Wzdłuż alei ustawione są na postumentach kamienne rzeźby, naprzemiennie – rzeźby figuralne: (Diana I, Diana II, Wenus, Flora, Akteon, Adonis, Apollo, Bachus) i wazony. Główną aleję kończy most flankowany.
Po południowej stronie salonu parterowego, usytuowany jest dawny boskiet z alejkami, kontynuującymi osie widokowe i kompozycyjne części parterowej. Na zakończeniu głównej osi poprzecznej, przy murze ogrodzenia – zrekonstruowany został pawilon włoski.
Taras górny, otoczony od strony parterów bukszpanowych balustradą tralkową, wzmocniony jest murem oporowym biegnącym wzdłuż kanału w kształcie litery „L”.

### Zwierzyniec
Na południowych peryferiach Białegostoku rozciągał się ogromny zwierzyniec Branickich, stykając się swą północną granicą z terenami pałacowymi. Zwierzyniec miał ok. 14 wiorst obwodu, otoczony był różnymi ogrodzeniami i rowami, do jego wnętrza prowadziła wielka brama kamienna. Szczegółów o tym kolosalnym zwierzyńcu znamy mało. Obszar jego wskazuje, że prowadzony był według nowoczesnych wzorów, że zamieszkujące go zwierzęta nie odczuwały niewoli. Wiemy o wysoko postawionych, dobrze produkujących bażantarni i kuropatwiarni (znajdującej się naprzeciwko kaplicy św. Rocha). Gorzej przedstawiała się hodowla pstrągów, które stale ginęły, w końcu pstrągarnie zajęły dzikie kaczki i łabędzie. W sąsiedztwie parku pomieszczono dwa reprezentacyjne zwierzyńce jeleni i danieli. Liczba jeleni przewyższała 60, danieli zaś 100 okazów. Na początku XIX wieku nastąpił upadek tego wspaniałego kompleksu. Terenom Zwierzyńca nadano status lasu komunalnego, a jego obszar zaczął się zmniejszać. Część zachodnią zabudowano koszarami, połacie wykarczowano na pola uprawne i ogrody. Jednak już pod koniec XIX w. zadbano o Las Zwierzyniecki. Wytyczono alejki spacerowe, pobudowano bufety. W tak zwanym Parku Rozkoszy wzniesiono teatr letni, restauracje i inne obiekty rozrywkowe. Do miejsca tego w roku 1895 doprowadzono „konkę” – linię tramwajową. Zwierzyniec stał się miejscem wypoczynku i rozrywki. Po odzyskaniu niepodległości, przy skrzyżowaniu obecnych ulic 11 Listopada i Zwierzynieckiej założono cmentarz wojskowy, na którym w 1932 roku wystawiono pomnik, według projektu inż. Jarosława Girina, upamiętniający polskich żołnierzy poległych w wojnie o niepodległość. W głównej alei Parku Zwierzynieckiego wzniesiono pomnik poświęcony żołnierzom 42 pp., którego odsłonięcie miało miejsce 30 listopada 1930 roku, w setną rocznicę wybuchu powstania listopadowego. Po drugiej stronie ul. 11 Listopada zlokalizowano stadion sportowy, korty tenisowe i strzelnicę. W roku 1920 Las Zwierzyniecki nazwano „Parkiem Miejskim 3 Maja”. Obecnie na terenie Parku Zwierzyńca znajduje się m.in. Zoo „Akcent”, stadion lekkoatletyczny i lodowisko. Część Lasu Zwierzynieckiego stanowi rezerwat przyrodniczy.

### Planty
Ogród miejski powstał u schyłku XIX wieku, częściowo w miejscu osuszonego dawnego stawu pałacowego, w obrębie obecnych ulic Pałacowej, Branickiego i Mickiewicza. Został zaprojektowany przez warszawskiego ogrodnika Waleriana Kronenberga w stylu naturalistycznym.

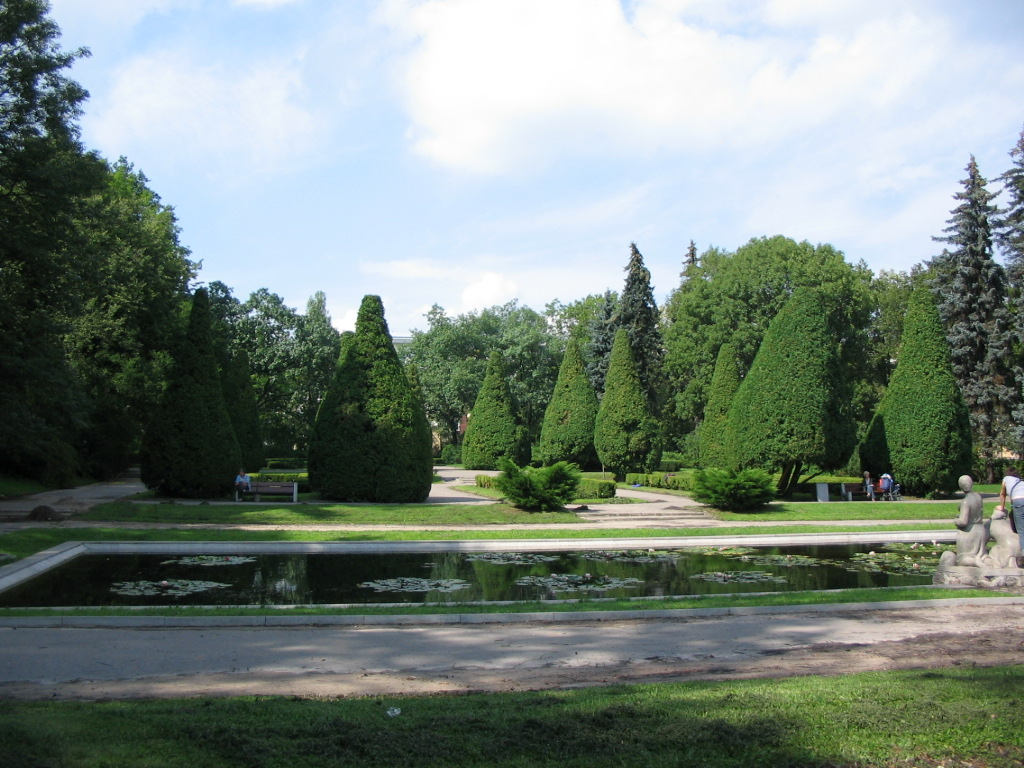
Park Planty w Białymstoku

Posiadał zróżnicowaną szatę zieleni, przedzielała go nieregularna sieć dróg i alejek. Początkowo park ogrodzono parkanem drewnianym, a w latach 1908–1910 parkanem metalowym z trzema ozdobnymi bramami według projektu inż. Kołuby. Ogrodzenie to przetrwało do 1934 roku. W parku zbudowano jedną z dwóch fontann, przewidzianych w kontrakcie pomiędzy miastem a wodociągami oraz pawilon restauracyjny. Rozbudowę Parku Miejskiego, zwanego Plantami, rozpoczęto w 1933 roku z inicjatywy ówczesnego wojewody Mariana Zyndrama-Kościałowskiego, który przekazał miastu państwowe grunty o powierzchni 28 ha. Obszar ten był położony między obecnymi ulicami: Mickiewicza, Świętojańską, Akademicką i Legionową. Autorem projektu był inż. Stanisław Grall – od 1934 r. kierownik Plantacji Miejskich. W przeciągu dwóch lat wykonano roboty niwelacyjne, wytyczono nowe aleje, zasadzono ok. 600 drzew 34 gatunków, ustawiono oryginalne latarnie i żeliwne ławki. Park Miejski stanowił kompilację geometrycznego stylu francuskiego i swobodnego, naturalnego układu krajobrazowego. Przez park biegła szeroka promenada z kwietnymi parterami dywanowymi. W centrum umieszczono prostokątny basen z fontanną. Przy ul. Mickiewicza, vis-à-vis Izby Skarbowej i Gimnazjum Żeńskiego im. Anny z Sapiehów Jabłonowskiej, utworzono rosarium. Były to tunele z pnących róż, szpalery bukszpanów, bramy obrośnięte roślinami.

### Połączenie Zwierzyńca z Plantami
W marcu 1935 roku rozebrano dawną zajezdnię tramwajową przy ulicy Świętojańskiej, otwierając tym samym perspektywę z jednej strony na Zwierzyniec, z drugiej na budujący się Dom Ludowy im. Marszałka Piłsudskiego (1934-38, ob. Teatr Dramatyczny). W ten sposób nastąpiło połączenie Parku Miejskiego im. Księcia J. Poniatowskiego z Parkiem Miejskim 3 Maja. Białystok jest jednym z niewielu miast, w którym wchodząc do parku w śródmieściu, można wyjść poza granicę miasta, nie wychodząc wcale z terenów zielonych.

### Park Centralny
Park o powierzchni 3,27 ha jest zieloną enklawą w samym centrum miasta, w sąsiedztwie Placu Uniwersyteckiego u zbiegu ulic Kalinowskiego i Marjańskiego. Założony w 1948 roku (faktycznie budowę parku zakończono w latach 70. XX w.) na terenie dawnego cmentarza żydowskiego. Na terenie parku znajdują się Białostocki Teatr Lalek, Opera i Filharmonia Podlaska oraz Pomnik Bohaterów Ziemi Białostockiej i zabytkowa cerkiew św. Marii Magdaleny.

### Skwery i inne tereny zielone
W Białymstoku istnieją również zielone place i skwery, są to m.in.:
- plac bł. ks. Michała Sopoćki
- Bulwary Ireny Sendlerowej[12]
- Bulwary księdza Aleksandra Chodyki
- Skwer Armii Krajowej[13]
- Skwer im. ks. Henryka Szlegiera[14]
- Skwer bł. Bogusławy Lament[15]
- Skwer doc. Włodzimierza Zankiewicza[16]
- Skwer św. Konstantyna Wielkiego, cesarza[17]
- Skwery Tamary Sołoniewicz[18]

## Lasy
Lasy w Białymstoku zajmują ok. 1846 ha, czyli ok. 18% całkowitej powierzchni. Siedliskami są przeważnie bory świeże i bory mieszane świeże.
Lasy należące do Skarbu Państwa zarządzane przez Nadleśnictwo Dojlidy
- Las Pietrasze
- Las Wesołowski (Las Antoniukowski)[20] (część to rezerwat „Antoniuk”)
- Las Bagno (Uroczysko „Bagno”) – ok. 70 ha
- Las Solnicki – ok. 700 ha

Lasy komunalne należące do gminy Białystok
- Las Zwierzyniecki (część to rezerwat "Las Zwierzyniecki")
- Las Komunalny

Pozostałe lasy
- Las Bacieczkowski - ok. 30 ha
- Las Komunalny (przy Stawach Dojlidzkich) – ok. 40 ha

## Formy ochrony przyrody

### Rezerwaty przyrody
W Białymstoku istnieją dwa rezerwaty przyrody.

#### Rezerwat przyrody Antoniuk
Rezerwat przyrody położony na północnym obrzeżu Białegostoku (obręb Wysoki Stoczek), w uroczysku Antoniuk, na terenie Lasu Wesołowskiego zarządzanego przez Nadleśnictwo Dojlidy. Powierzchnia rezerwatu wynosi 70,07 ha. Celem rezerwatu jest zachowanie w naturalnym stanie fragmentu lasu charakterystycznego dla Wysoczyzny Białostockiej.

#### Rezerwat przyrody Las Zwierzyniecki
Rezerwat o pow. 33,84 ha. Leży w południowej części Białegostoku, w północnej części Lasu Zwierzynieckiego. Celem rezerwatu jest zachowanie w naturalnym stanie fragmentu lasu dla potrzeb dydaktyki i rekreacji.

### Pomniki przyrody
W Białymstoku zarejestrowano 16 pomników przyrody. Obejmują łącznie 33 drzewa, w tym: 14 pojedynczych drzew oraz dwie aleje drzew.
| Lp. | Rodzaj pomnika przyrody | Gatunek                                                           | Nazwa                 | Data ustanowienia |
| --- | ----------------------- | ----------------------------------------------------------------- | --------------------- | ----------------- |
| 1.  | drzewo                  | sosna zwyczajna                                                   |                       | 1952-11-04        |
| 2.  | drzewo                  | buk zwyczajny                                                     |                       | 1978-12-29        |
| 3.  | drzewo                  | klon zwyczajny                                                    |                       | 1978-12-29        |
| 4.  | drzewo                  | wiąz szypułkowy                                                   |                       | 1981-11-14        |
| 5.  | drzewo                  | grab pospolity                                                    |                       | 1981-11-17        |
| 6.  | drzewo                  | wiąz szypułkowy                                                   |                       | 1981-12-01        |
| 7.  | grupa drzew             | 8 dębów szypułkowych, 1 kasztanowiec pospolity, 1 jesion wyniosły |                       | 1996-12-17        |
| 8.  | drzewo                  | dąb szypułkowy                                                    |                       | 1996-12-17        |
| 9.  | drzewo                  | dąb szypułkowy                                                    |                       | 1996-12-17        |
| 10. | drzewo                  | klon zwyczajny                                                    |                       | 1998-03-31        |
| 11. | drzewo                  | modrzew europejski                                                |                       | 2004-05-04        |
| 12. | drzewo                  | dąb szypułkowy                                                    |                       | 2016-10-29        |
| 13. | drzewo                  | dąb szypułkowy                                                    | "Michał Wołodyjowski" | 2016-10-29        |
| 14. | drzewo                  | dąb szypułkowy                                                    | "Mieszko"             | 2016-10-29        |
| 15. | drzewo                  | wiśnia ptasia                                                     |                       | 2016-10-29        |
| 16. | grupa drzew             | 8 dębów szypułkowych                                              |                       | 2016-10-29        |

#### Uchylone pomniki przyrody
| Lp. | Rodzaj pomnika przyrody | Gatunek                   | Data ustanowienia | Data uchylenia | Opis            |
| --- | ----------------------- | ------------------------- | ----------------- | -------------- | --------------- |
| 1.  | grupa drzew             | 2 wiązy, 5 klonów, 3 lipy | 1952              | 1967-07-01     | drzewa uschły   |
| 2.  | drzewo                  | sosna zwyczajna           | 1952-11-04        | 2022-06-27     | drzewo obumarło |

## Pozostałe

### Tereny rekreacyjne
- Stawy Dojlidzkie wraz z Ośrodkiem Sportów Wodnych "Dojlidy" (Plaża miejska)[31]
- Bulwary św. Jana Teologa[32]

### Ogródki działkowe
Ich całkowita powierzchnia wynosi 427 ha. Największe skupiska ogródków działkowych występują:
w dolinie Dolistówki, pomiędzy osiedlami Bagnówka i Pieczurki; w okolicach lotniska Krywlany; wzdłuż linii kolejowej Białystok-Sokółka, pomiędzy trasami wylotowymi na Augustów i Supraśl.

### Cmentarze
W Białymstoku istnieją 24 cmentarze zajmujące łączną powierzchnię 194 ha.